# 李舜源
李 舜源（イ・スンウォン、1958年5月2日 - ）は、韓国の小説家。江原道江陵市出身。

## 略歴
1958年5月2日、江原道江陵市に生まれる。李は様々なテーマと素材、文体を操ることができるため、彼の文学世界は一言では表現できない多様さがある。李は自ら伝統的な儒教文化から資本主義の中心である広告分野に至るまでの様々な興味ごと、海辺と山間地域、都市と農村を広く経験したことが自分の文学人生において大いに役立ったと説明する。
資本主義の堕落した欲望をテロで抑圧するという急進的な観点の小説『압구정동엔 비상구가 없다(狎鷗亭洞には非常口がない)』、光州民主化抗争をテーマにした短編『얼굴(顔)』、中年男女の愛の話『은비령(隱秘嶺)』、自分の10代の成長期の体験を描いた『19세(19歳)』、直接的また間接的な暴力で傷ついた女性たちの姿を通じて歪な性の社会史を描いた『순수(純粋)』、三流人生を生きる現代の若者のライフと恋を描いた長編『모델(モデル)』まで、李が小説で扱うテーマは実に幅広い。
李の小説の一貫した特徴は、暴力と変化に無感覚になりつつある現代社会に対する悲観的な認識を描いていることだ。しかし、初期の作品にみえた冷静な視線は1996年発表した『수색 그 물빛 무늬(水色、その水模様)』から比較的に暖かい視線に変わった。同小説は、「水色」という町を背景に5兄弟を育ててきた母に対する描写が感動を与えた作品で、家族の和解を描きながらも、現代社会の急速な変化と開発に対する批判も盛り込まれている。

## 年譜
- 1958年5月2日、江原道江陵市に生まれる。[1]
- 1988年、文学思想新人賞受賞。
- 1996年、第27回東仁文学賞受賞。
- 1997年、第42回現代文学賞受賞。
- 2000年、第5回韓戊淑文学賞受賞。
- 2000年、第1回孝石文学賞受賞。

## 代表作品
- 1988年、낮달(昼月) [3]
- 1989年、그 여름의 꽃게(あの夏のワタリガニ)
- 1991年、우리들의 석기시대(私たちの石器時代)
- 1992年、압구정동엔 비상구가 없다(狎鷗亭洞には非常口がない)
- 1993年、얼굴(顔)、압구정동엔 무지개가 뜨지 않는다(狎鷗亭洞には虹が上らない)
- 1995年、미혼에게 바친다(未婚にささげる) 、에덴에 그를 보낸다(エデンに彼を送る)
- 1996年、수색 그 물빛 무늬(水色、その水模様)、낙타는 무릎이 약하다(ラクダは膝が弱い) 、아들과 함께 걷는 길(息子と一緒に歩く道)
- 1997年、어떤 봄날의 헌화가(ある春の日の献花歌)、말을 찾아서(馬を探して)
- 1998年、해파리에 관한 명상(クラゲに関する瞑想)、독약 같은 사랑(毒薬みたいな愛)
- 1999年、그대 정동진에 가면(あなた正東津に行けば)、19세(19歳)
- 2000年、첫사랑(初恋)、순수(純粋)
- 2001年、지금 압구정동엔 비상구가 없다 2(今狎鷗亭洞には非常口がない2)、은비령(隱秘嶺)
- 2003年、그가 걸음을 멈추었을 때(彼が足を止めたとき)
- 2004年、모델(モデル)
- 2007年、나무(木)
- 2009年、첫눈(初雪) 、영혼은 호수로 가 잠든다(魂は湖に行って眠る)